# Epidendrum pulchrum
Epidendrum pulchrum är en orkidéart som först beskrevs av Rudolf Schlechter, och fick sitt nu gällande namn av Eric Hágsater och Dodson. Epidendrum pulchrum ingår i släktet Epidendrum och familjen orkidéer.
Artens utbredningsområde är Ecuador. Inga underarter finns listade i Catalogue of Life.